# Халіл Фагімі
Халіл Фагімі (перс. خلیل فهیمی; 1876—1953) — іранський державний та громадський діяч, міністр внутрішніх справ країни, 1951 року тимчасово очолював уряд після вбивства Хаджа Алі Размара.